# Aarschot

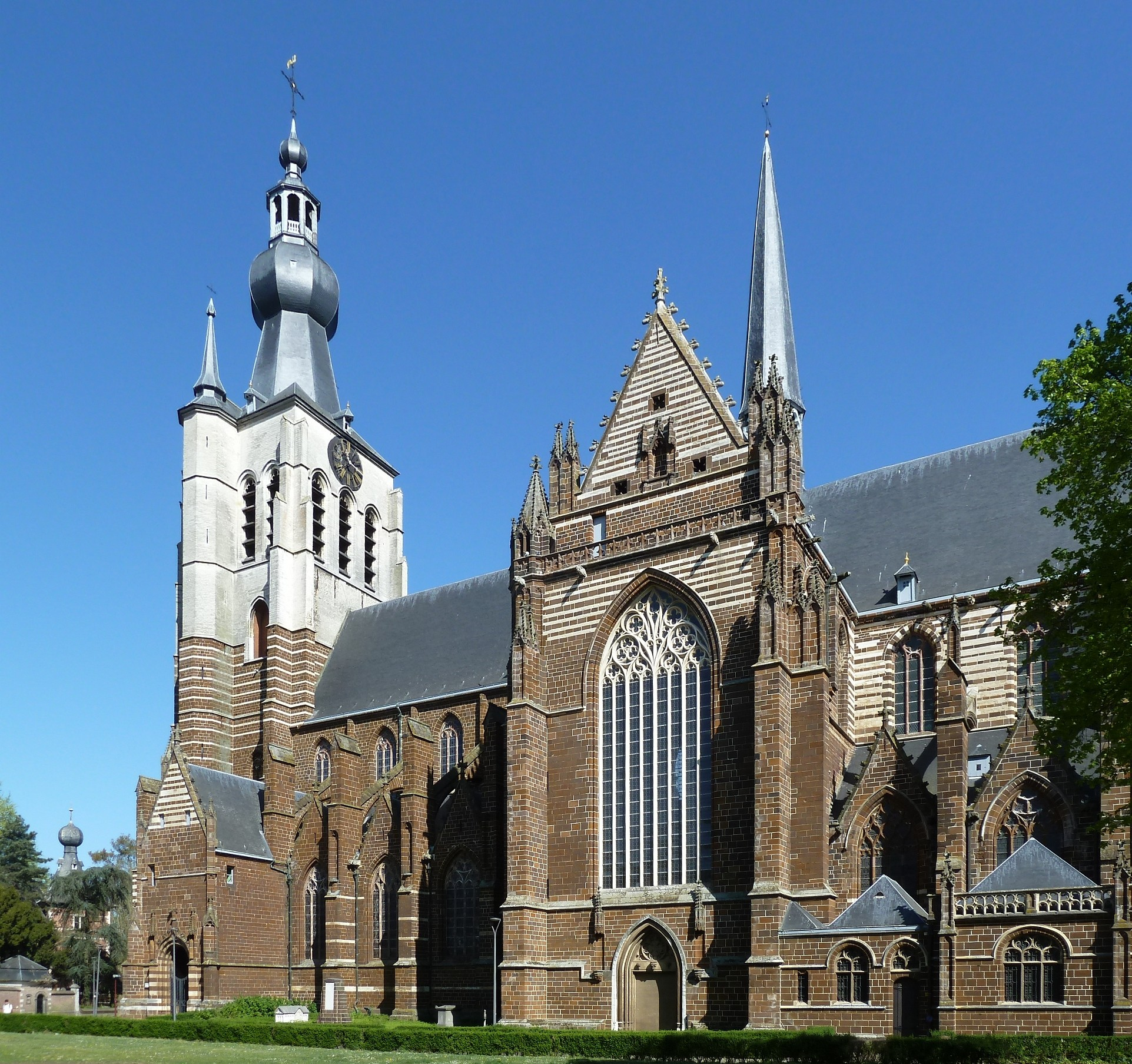
Aarschot, Liebfrauenkirche

Aarschot ist eine belgische Stadt an der Demer, die sich in der Provinz Flämisch-Brabant am Nordrand des Hagelandes befindet und rund 30.000 Einwohner hat.

## Geschichte
In der Spätantike war Aarschot wahrscheinlich ein römisches Lager und im Mittelalter ein bedeutendes Handelszentrum. Seit 1125 bildete die Stadt den Mittelpunkt einer Herrschaft, die Kaiser Karl V. 1518 zur Markgrafschaft (Marquisat) und 1533 zum Herzogtum erhob und an eine Seitenlinie des Adelsgeschlecht Croÿ verlieh. Nach deren Aussterben im Jahr 1612 kam Aarschot an einen Zweig des Hauses Arenberg. Im 18. Jahrhundert wurde die Stadt wiederholt, insbesondere 1705, 1746 und 1748, von französischen Streitkräften erobert.
Zu Beginn des Ersten Weltkriegs kamen zwischen dem 19. August und 6. September 1914 156 Einwohner Aarschots bei deutschen Kriegsrepressalien ums Leben. Rund 400 männliche Einwohner wurden nach Deutschland deportiert.

## Sehenswürdigkeiten
In der Stadt befinden sich unter anderem Windmühlen aus dem 13. bis 16. Jahrhundert. Bedeutend ist die Onze-Lieve-Vrouwekerk (Liebfrauenkirche), eine Kirche im Stil der Demergotik aus den Jahren 1337 ff. mit 85 m hohem Turm, spätgotischem Lettner (1510–1525) und geschnitztem Chorgestühl mit originellen Miserikordien. Dieses Bauwerk erlitt im Zweiten Weltkrieg nur geringe Zerstörungen, obwohl Aarschot häufig Ziel von Bombardements war. Hingegen wurde damals der 1259 gegründete Beginenhof Aarschot demoliert, aber später teilweise wieder errichtet. Von den Befestigungsanlagen, die Aarschot im Mittelalter besaß, ist nur noch ein Turm übrig.
Das außerhalb der Altstadt gelegene Kasteel van Schoonhoven ist ein dreiflügeliges Barockschloss, erbaut 1770 von Jean-Antoine van der Noot. Es ist Privatbesitz.

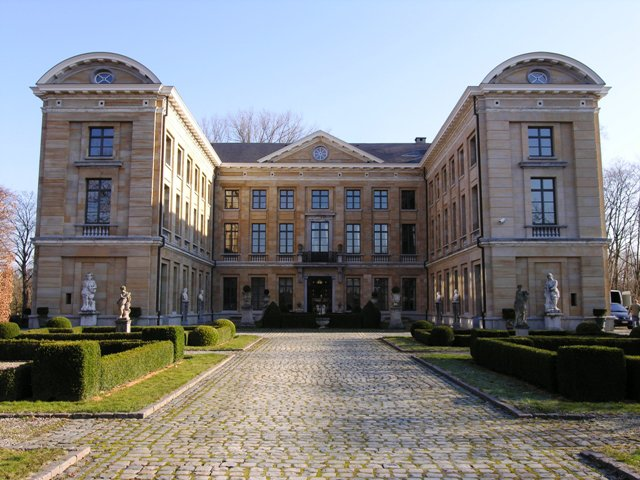
Kasteel van Schoonhoven

## Bahnverbindungen und Wirtschaft
Aarschot ist ein Eisenbahnknotenpunkt und liegt an der Bahnlinie Tongern – Brüssel – Gent – Brügge – Knokke. Weiters existieren Interregio-Verbindungen nach Antwerpen und Lüttich. Am Bahnhof Aarschot verkehren täglich circa 240 Züge.
Zu den in Aarschot betriebenen Wirtschaftszweigen gehören u. a. die Erzeugung von Batterien, Brauereien sowie Nahrungsmittelindustrie; bedeutend ist der Anbau von Spargel.

## Söhne und Töchter der Stadt
- Emile Jules Borremans (1881–1944), Geistlicher, Prämonstratenser, Komponist und NS-Opfer
- Rik Daems (* 1959), flämischer Politiker, Kunstmaler und Weinhändler
- Garry De Graef (* 1974), Fußballspieler
- Paul De Keyser (* 1957), Radrennfahrer
- Arthur Meulemans (1884–1966), Komponist und Dirigent
- Jean Arnold Antoine Tuerlinckx (1753–1827), Musikinstrumentenmacher
- Brigitte Raskin (* 1947), Schriftstellerin und Journalistin
- Gunnar Riebs (* 1960), Schriftsteller
- Fernand Van Rymenant (1943–2011), Radrennfahrer
- Frans Verbeeck (* 1941), Radrennfahrer
- Pieter Jozef Verhaghen (1728–1811), Maler
- Scala & Kolacny Brothers, Mädchenchor